# 布伦塔尼宫
布伦塔尼宫（Palazzo Brentani）是意大利北部伦巴第大区城市米兰的一座巨大的新古典主义宫殿，位于市中心曼佐尼街6号。这座宫殿和相邻的安圭索拉宫都有朴素的立面，由路易吉·卡诺尼卡设计于 1829 年。
建筑的立面是卡诺尼卡于 1829 年进行改建的结果，由飞檐分成三带。在一楼和二楼之间，装饰着意大利杰出人物，包括亚历山德罗·伏打、达芬奇、卡诺瓦、皮埃特罗·维里、切萨雷·贝卡里亚和朱塞佩·帕里尼。  门上方的阳台，可以观看街头游行。
1848 年 8 月 4 日，撒丁国王卡洛·阿尔贝托 在这里的阳台上，试图安抚抗议与奥地利军队停战的人群，被步枪射中。  
该建筑在 1935 年由朱塞佩·德菲内蒂进行翻新，现在和毗邻的安圭索拉宫为斯卡拉广场画廊的所在地。 

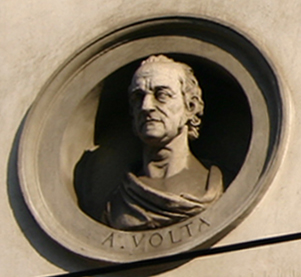
亚历山德罗·伏打
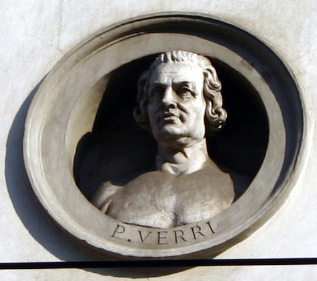
皮埃特罗·维里
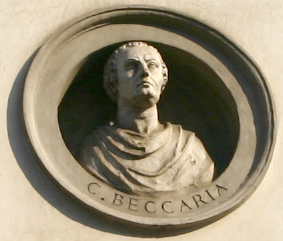
切萨雷·贝卡里亚
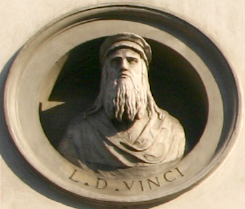
列奥纳多·达·芬奇
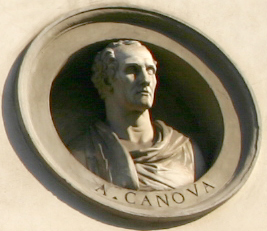
安东尼奥·卡诺瓦
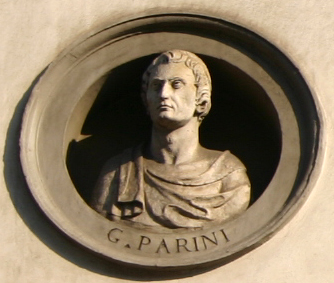
朱塞佩·帕里尼